# 黃特超巨星

在赫羅圖中固有變量類型。

黃超巨星(英語：Yellow hypergiant star)，一般而言是大氣層向外擴展的大質量恆星，在恆星光譜的分類上屬於晚期A型至早期K型，初始質量通常介于20-60倍的太陽質量，但也有文章认为，金属度很少的情况下，原初质量60—90倍的恒星，也有可能出现一个很短暂的黄特超巨星阶段。黄特超巨星往往损失了很多质量，有的文章甚至认为失去了多達一半的質量。黃特超巨星，像是在仙后座的仙后座ρ，曾經被觀測到周期性的爆發，造成相對性的周期性和連續性的光度變暗。在宇宙中，黃特超巨星似乎極為罕見，由於它們消耗核燃料的速率非常的快速，黃特超巨星在摧毀自己成為大質量超新星或極超新星之前，存活在主序帶上的時間通常只有數百萬年。
也有的文章认为，少数质量和光度很大的黄特超巨星，很有可能属于被抛出的气体壳层遮掩的高光度蓝变星。

## 內部結構
依據目前物理學的恆星模型，黃特超巨星的核心是被輻射層包圍著的對流層；相對的，大小與太陽相似的恆星，核心是被對流層包圍著的輻射層（Seeds 2005）。由於黃特超巨星的核心存在著極高的壓力，可能部份的核心甚至整個核心都是簡併態物質組成的。

## 色球層
由於這些恆星真正的大小，除了強大的磁場和極端的能量輸出之外，黃特超巨星比其他的恆星更難有效的留住表面的物質，因此它們有很大、擴展的大氣層。塵埃和氣體的盤面也有可能出現在這些恆星的周圍，這使得此類恆星也有可能出現行星系統。

## 已知的黃特超巨星
- 仙后座ρ
- 船底座V382

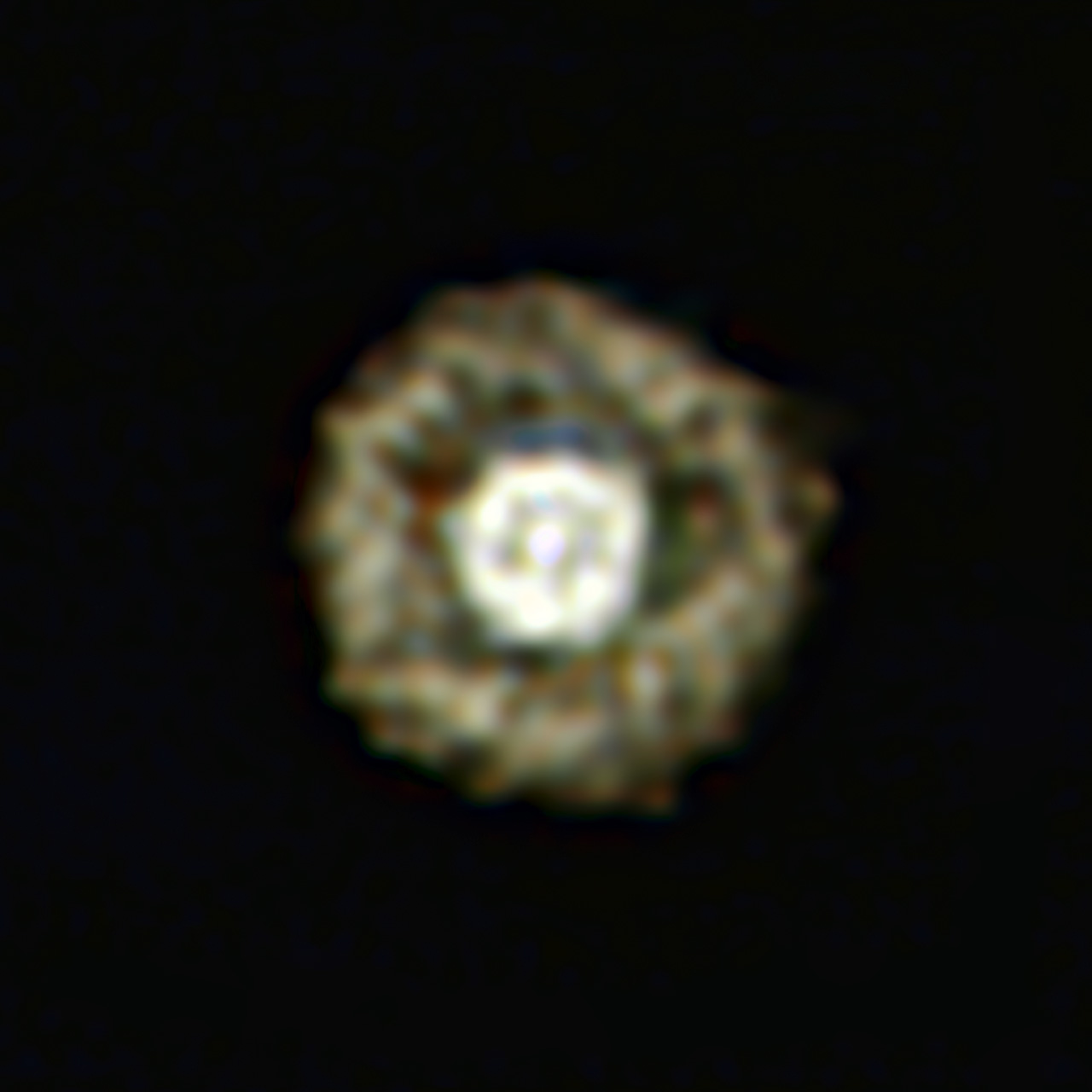
IRAS 17163-3907是一個黃特超巨星，清楚地顯示了圍繞全黃特超巨星排出的物質。

- HR 8752：位於仙后座的仙后座 V509 [2]。
- IRC+10420
- IRAS 17163-3907
- 半人馬座V766 （yellow hypergiant star, 代号 HR 5171A）是已知的十颗最大恒星之一，其体积比太阳大1300倍

在維斯特盧1(Westerlund 1)中:
- W4
- W8a
- W12a
- W16a
- W32
- W265

在其他星系中：
- HD 33579

### 引用
1. ↑  Bibcode：1992A&A...254..280G
2. ↑  .   [2009-09-04]. （原始内容存档于2011-01-28）.

## 外部連結
- The Millennium Outburst of the Star Rho Cassiopeiae